# Sarcófago de Layos

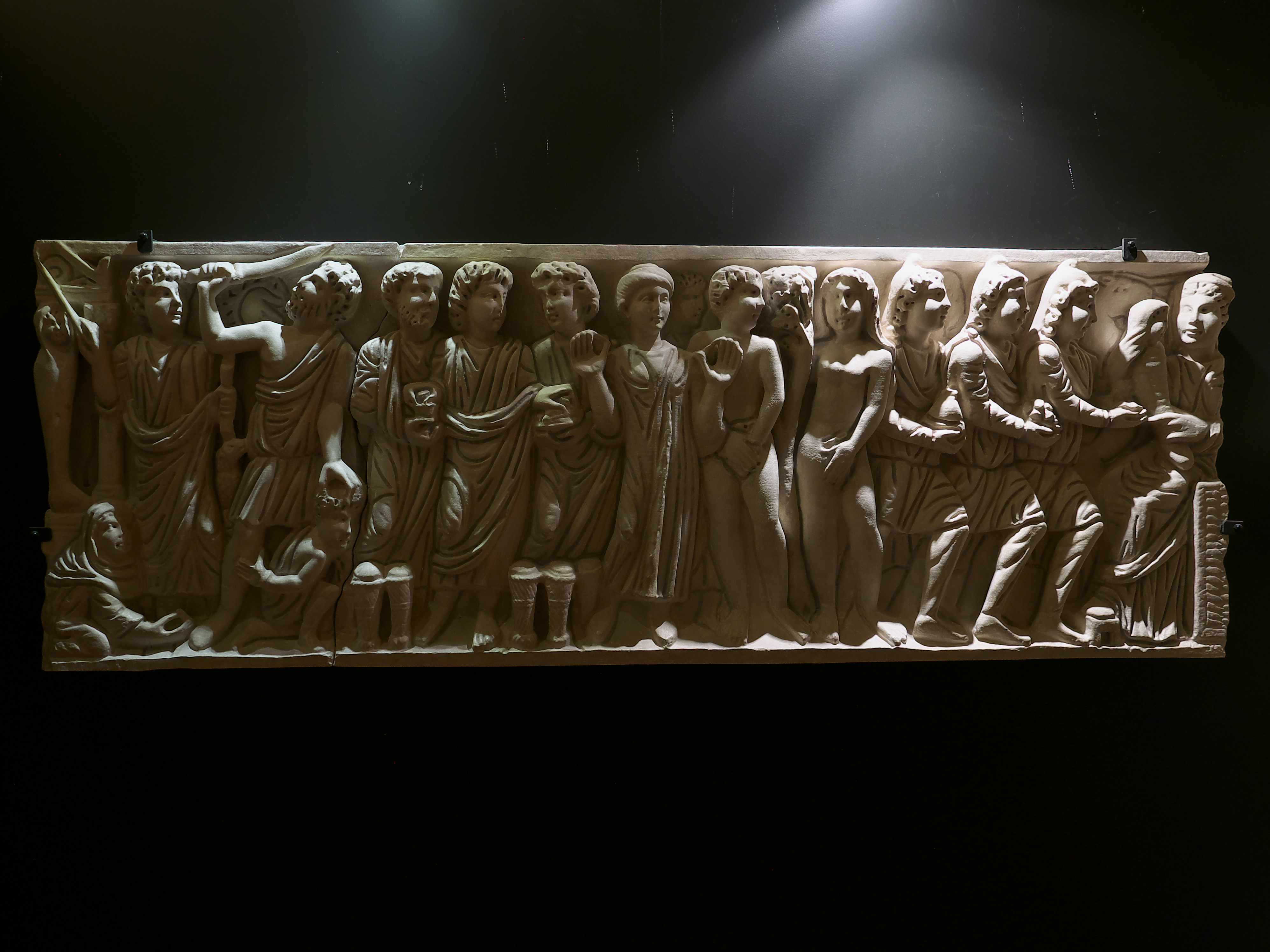
Sarcófago de Layos en Toledo

El sarcófago de Layos es un sarcófago paleocristiano encontrado en la ciudad que le da nombre, en la actual provincia de Toledo (España), en el año 1627. Se encuentra en el Museo Frederic Marès. Está centrado en el dogma de la Encarnación, y  se opone tanto al docetismo como al monofisismo.
En octubre de 2007 una réplica del mismo fue mostrada en el Museo de los Concilios y de la Cultura Visigoda, en la iglesia toledana de San Román.